# تاگاوا ماتسو
تاگاوا ماتسو (انگلیسی: Tagawa Matsu; ۳ اکتبر ۱۶۰۱ – ۵ ژانویهٔ ۱۶۴۷) مادر کوشنگا سیاستمدار و قهرمان ملی چین و تایوان بود.